# Armand De Decker

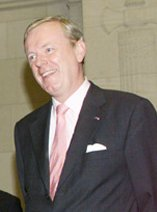
Armand De Decker (2001)

Armand De Decker (* 8. Oktober 1948 in Brüssel; † 12. Juni 2019) war ein belgischer Politiker des Mouvement Réformateur (MR). De Decker war langjähriger Parlamentarier und tagte zuletzt als Mitglied des Parlaments der Region Brüssel-Hauptstadt. Von 1999 bis 2004 und von 2007 bis 2010 war er Präsident des Senats. Er hatte ebenfalls von 2004 bis 2007 das Amt des Ministers für Entwicklungszusammenarbeit inne. Auf lokaler Ebene war De Decker bis zu seinem Rücktritt am 17. Juni 2017 im Rahmen der Kazakhgate-Affäre Bürgermeister in der Brüsseler Gemeinde Uccle/Ukkel. Seit dem Jahr 2009 trug er den Ehrentitel Staatsminister.

## Leben
Armand De Decker kam als Sohn von Luc De Decker, einem flämischen Maler zur Welt. Seine Mutter war Lehrerin. De Decker studierte Rechtswissenschaften an der Université libre de Bruxelles (ULB) und wurde im Jahr 1973 als Rechtsanwalt zugelassen.
De Decker hat einen Bruder (Jacques), seinerseits Schriftsteller und permanenter Sekretär der Académie royale de langue et de littérature françaises de Belgique, die nicht mit der Königlichen Akademie der Wissenschaften und Schönen Künste zu verwechseln ist. Armands Ehefrau, Jacqueline Rousseaux, ist ebenfalls Anwältin und Abgeordnete im Brüsseler Parlament.
Bereits bei der Gründung des Parti Réformateur Libéral (PRL), Vorgänger des heutigen Mouvement Réformateur (MR), im Jahr 1979 konnte sich Armand De Decker einen Platz in der Führungsetage der Partei sichern. Seine wahre politische Arbeit begann im Jahr 1980, als er im Kabinett des Verteidigungsministers Charles Poswick (PRL) als Berater eingestellt wurde. Im Jahr darauf wurde De Decker in die Abgeordnetenkammer gewählt, in der er bis 1995 verblieb. Dort spezialisierte er sich in Fragen der internationalen und Verteidigungspolitik Belgiens. Er gehörte ebenfalls den parlamentarischen Versammlungen des Europarates und der Westeuropäischen Union (WEU) an.
Gegen Ende der 1990er Jahre belegte Armand De Decker zuerst eine Vielzahl von Ämtern. So war er von 1995 bis 1999 Präsident des Parlamentes der Region Brüssel-Hauptstadt und von 1999 bis 2004 Präsident des Senats (dem er bereits seit 1995 als Gemeinschaftssenator angehörte). Im Jahr 2004, als der damalige Außenminister Louis Michel (MR) in die Europäische Kommission wechselte, erhielt De Decker den Posten des Ministers für Entwicklungszusammenarbeit in der Regierung Verhofstadt II unter Premierminister Guy Verhofstadt (VLD). Nach den Föderalwahlen von 2007 verließ er die Regierung und wurde wieder zum Präsidenten des Senats gewählt. Infolge der Wahlniederlage des MR bei den Föderalwahlen 2010 gab er jedoch am 20. Juli 2010 erneut dieses Amt ab und wurde durch Danny Pieters (N-VA) an der Spitze des Senats ersetzt. Bis 2014 tagte De Decker erneut als einfacher Senator. Anlässlich der Föderal- und Regionalwahlen vom 25. Mai 2014 wurde Armand De Decker ins Parlament der Region Brüssel-Hauptstadt gewählt.
Auf lokaler Ebene konnte Armand De Decker sich im Jahr 2006 das Bürgermeisteramt der Brüsseler Gemeinde Uccle/Ukkel erkämpfen. Dort holte er sowohl 2006 als auch 2012 bei den Kommunalwahlen eine absolute Mehrheit, regierte aber trotzdem in einer breiten Koalition mit den Humanisten des Centre Démocrate Humaniste und den frankophonen Regionalisten des Démocrate Fédéraliste Indépendant.

## Kazakhgate-Skandal
De Decker wurde im Kazakhgate-Skandal vorgeworfen, seine anwaltliche Tätigkeit mit seiner politischen Position verquickt zu haben und für die politische Einflussnahme 700.000 Euro kassiert zu haben. Im Rahmen eines Militärgeschäfts zwischen Frankreich und Kasachstan hat der damalige französische Präsident Nicolas Sarkozy ihn als damaligen Präsidenten des belgischen Senats um Hilfe gebeten, den kasachischen Geschäftsmann Patokh Chodiev und zwei Geschäftsfreunde durch ein neues Gesetz vom Vorwurf der Geldwäsche freizusprechen – dies sei eine Vorbedingung des kasachischen Diktators Nursultan Nasarbajew gewesen. Dafür habe De Decker politischen Einfluss auf den damaligen belgischen Justizminister Stefaan De Clerck ausgeübt, ein sog. „Transaktionsgesetz“ zur strafrechtlichen Entlastung gegen Zahlung einer Geldsumme ins Parlament einzubringen. Das Gesetz wurde am 14. April 2011 angenommen, am 17. Juni 2011 wurde Chodiev gegen eine Zahlung von 23 Millionen Euro freigesprochen. Nur zehn Tage später unterzeichnete der französische Premierminister François Fillon den Vertrag zur Lieferung von Militärhubschraubern an Kasachstan. In Belgien wurde ein parlamentarischer Untersuchungsausschuss eingerichtet, um die Vorgänge und die Verquickung zwischen Anwaltstätigkeit und politischer Einflussnahme aufzuklären, was am 17. Juni 2017 zum Rücktritt von Armand De Decker als Bürgermeister von Uccle führte.

## Ehrungen
Seit dem 24. November 2009 trug Armand De Decker den Ehrentitel Staatsminister. Er war seit 1999 Großoffizier des Leopoldsordens und seit 2003 Großkreuz des Ordens Leopolds II. De Decker erhielt zudem zahlreiche ausländische Ehrentitel und ist beispielsweise Ritter der französischen Ehrenlegion, Großkreuz des italienischen Verdienstordens und Großkreuz des niederländischen Ordens von Oranien-Nassau.

## Übersicht der politischen Ämter
- 1981–1995: Mitglied der Abgeordnetenkammer
- 1981–2003: Mitglied des Parlamentes der Französischen Gemeinschaft
- 1989–1991: Mitglied des Parlamentes der Region Brüssel-Hauptstadt
- 1989–1995: Schöffe in Uccle/Ukkel
- 1995–2003: Mitglied des Parlamentes der Region Brüssel-Hauptstadt
- 1995–1999: Präsident des Parlamentes der Region Brüssel-Hauptstadt
- 1995–2014: Senator (teilweise verhindert)
- 1999–2004: Präsident des Senats
- 2004–2007: Föderaler Minister für Entwicklungszusammenarbeit in der Regierung Verhofstadt II
- 2006–2017: Bürgermeister von Uccle/Ukkel (teilweise verhindert)
- 2007–2010: Präsident des Senats
- ab 2014: Mitglied des Parlamentes der Region Brüssel-Hauptstadt